# 美方町
美方町（みかたちょう）は、かつて兵庫県の北西部に位置し鳥取県と境を接した町である。
2005年4月1日に周辺の美方郡村岡町・城崎郡香住町と合併して香美町となり、消滅した。合併後、旧美方町の場所は地域自治区「小代区」となった。
ここでは、旧美方町についてのみ述べる。新しい情報については小代区のページを参照。

## 地理
兵庫県の北西部、但馬地方に位置し四方を山に囲まれた非常に自然豊かな町で、町の中央部を北流する矢田川の源流域をなすひとつの谷でひとつの町という珍しい地理的特徴を持つ。

## 歴史
- 1955年（昭和30年）4月1日 - 小代村・射添村が合併して美方町が発足。町名は郡名による。
- 1961年（昭和36年）4月1日 - 旧・射添村にあたる大字長板・和田・入江・川合・丸味・原・長瀬・高津・長須・味取・山田・境・柤岡・熊波が村岡町に編入。旧・小代村のみとなる。
- 2005年（平成17年）4月1日 - 村岡町・城崎郡香住町と合併して香美町が発足。同日美方町廃止。全域が旧・小代村域にあたることから、住民の要望により地域自治区名が小代区となる。

## 姉妹都市・提携都市

### 国内
- 兵庫県尼崎市 - 友好交流都市

## 交通

### 鉄道
町内を鉄道路線は通っていない。鉄道を利用する場合の最寄り駅は、JR西日本山陰本線香住駅。

### バス
- 全但バス
- 町営バス

### 道路
一般国道
- 国道482号

主要地方道
- 兵庫県道87号養父美方線
- 兵庫県道89号村岡美方線

一般県道
- 兵庫県道531号茅野福岡線

## 地域

### 教育
- 美方町立小代小学校
- 美方町立小代中学校

## 名所・旧跡・観光スポット・祭事・催事
名所・旧跡・観光スポット
- 吉滝：滝の裏側を通ることのできる、裏見の滝となっている。県指定文化財である。
- 久須部渓谷：要滝などの滝が多数ある。周辺は金山の跡。
- うへ山（棚田百選）
- 全国しゃくなげ公園：自生するシャクナゲとともに、全国から届いたものが約7000本植えられている。
- 古代体験の森
- 小代物産館

レジャー
- おじろスキー場
- ミカタスノーパーク
- ふれあい温泉おじろん（小代温泉）
- 吉滝キャンプ場・コテージ村
- 奥但馬 美方高原コテージ村（南部高原コテージ村）
- オーベルジュ花郷里
- 尼崎市立美方高原自然の家「とちのき村」

祭事・催事
- みかた残酷マラソン全国大会
- 全国しゃくなげ公園まつり
- 小代渓谷まつり
- 但馬牛ゆったりウォーク
- 兵庫県雪合戦大会

## 特産品
- 但馬牛
- 美方大納言小豆
- 栃餅
- なめこ
- 山菜
- スッポン